# Парк мира (Нагасаки)

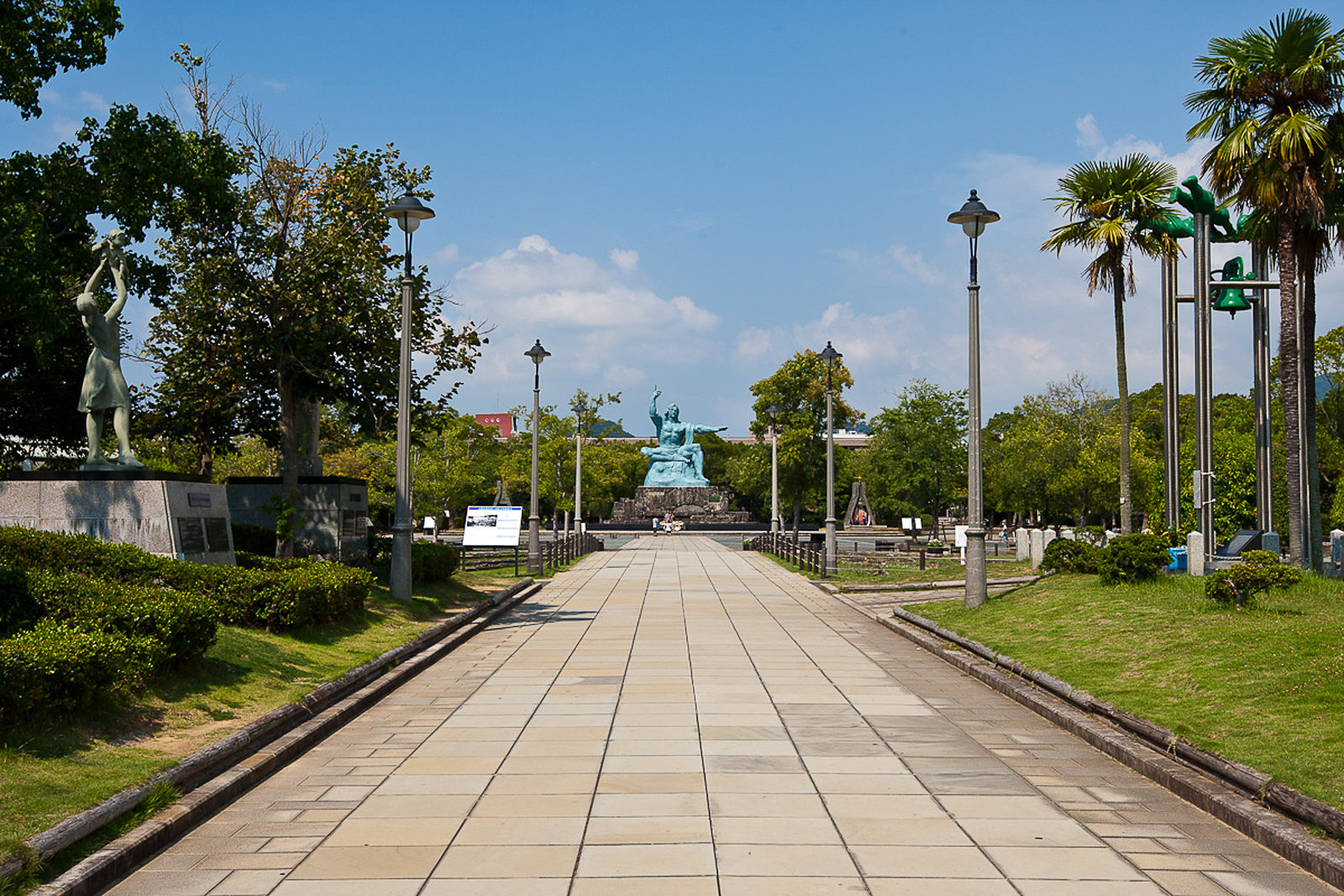
Фонтан мира в парке

Парк мира в Нагасаки (яп. 平和公園, Heiwa-kōen) — мемориальный парк в Нагасаки, построенный в память об атомной бомбардировке города 9 августа 1945 года.

## История
Когда на Нагасаки была сброшена атомная бомба, в одночасье были разрушены 80 % зданий, находящихся на расстоянии до 1 км от эпицентра. Около 22 000 человек погибли сразу же, за следующие четыре месяца умерли 39000 человек. По сей день большое количество людей умирают ежегодно от последствий бомбардировок.

## Особые мемориалы
В парке находится 10-метровый монумент Статуя мира работы скульптора Seibō Kitamura из Нагасаки. Ежегодно 9 августа у статуи проходит церемония, на которой мэр города зачитывает Декларацию мира во всем мире. Статуя мира была установлена в 1955 году, фонтан в южной части парка — в августе 1969. На табличке фонтана на примере 9-летней девочки описана судьба людей, которые пили зараженную воду и получили в результате лучевую болезнь.

## Парк скульптур
В 1978 году было принято решение об установке символов мира по обеим сторонам парка. Скульптуры были подарены городами-побратимами и разными странами.
- 1978: Памятник мира от города-побратима Порту, Португалия
- 1980: Радость жизни, Чехословакия
- 1980: A Call (Зов), Болгария
- 1981: Статуя дружбы различных народов, ГДР
- 1983: Статуя защиты будущих поколений, Мидделбург, Нидерланды
- 1985: МИР, СССР
- 1985: Дева мира, Китайская народная республика
- 1986: Цветок жизни и мира, Польша
- 1987: Гимн жизни, Пистоя, Италия
- 1988: Солнечный журавлик мира[3], Куба
- 1988: Каменный памятник мира, Сантус, Бразилия
- 1991: Бесконечность, Анкара, Турция
- 1992: Созвездие Земля, Сент-Пол (Миннесота), США
- 1996: Победа мира над войной, Сан-Исидро (Буэнос-Айрес), Аргентина
- 2006: Плащ мира, Новая Зеландия